# Pietro Carmignani
Pietro Carmignani (ur. 22 stycznia 1945 w Altopascio) – włoski piłkarz, grający na pozycji bramkarza, trener piłkarski.

## Kariera piłkarska
Wychowanek klubu Stella Rossa Viareggio. W 1964 roku rozpoczął karierę piłkarską w drużynie Como. W 1967 został piłkarzem Varese. W sezonie 1971/72 bronił barw Juventusu. Potem występował w Napoli. W 1977 przeniósł się do Fiorentiny. W 1979 przeszedł do Rhodense, w którym zakończył karierę piłkarską w roku 1980.

## Kariera trenerska
W 1982 roku rozpoczął pracę trenerską w klubie Parma, w którym zajmował różne stanowiska do 2007 roku. Jedynie od 1989 do 1999 pomagał trenować bramkarzy Milan, reprezentacji Włoch i Atlético Madryt. Jesienią 1999 prowadził Livorno, a potem wrócił do Parmy. W latach 2007–2017 pracował jako asystent i trener w Varese. 

## Sukcesy i odznaczenia

### Sukcesy klubowe
Varese
- mistrz Serie B: 1969/70

Juventus
- mistrz Włoch: 1971/72

Napoli
- zdobywca Pucharu Włoch: 1975/76
- zdobywca Anglo-Italian League Cup: 1976

### Sukcesy trenerskie
Parma
- zdobywca Pucharu Włoch: 2001/02